# Fotbalista roku (Albánie)
V Albánii ocenění Fotbalista roku získá fotbalista, který je zvolen členy Albánské fotbalové asociace, trenéry a kapitány klubů albánské nejvyšší fotbalové ligy.

## Přehled vítězů
| Rok  | Hráč            | Klub                   | Ref         |
| ---- | --------------- | ---------------------- | ----------- |
| 2003 | Lorik Cana      | Paris Saint-Germain FC |             |
| 2004 | Fatmir Vata     | Arminia Bielefeld      | [ 1 ] [ 2 ] |
| 2006 | Nevil Dede      | Elbasani Tirana        | [ 3 ]       |
| 2009 | Elis Bakaj      | Dinamo Tirana          | [ 4 ]       |
| 2010 | Elis Bakaj      | Dinamo Tirana          | [ 4 ]       |
| 2011 | Armando Vajushi | Vllaznia Shkodër       | [ 5 ]       |
| 2012 | Orges Shehi     | KF Skënderbeu Korçë    | [ 6 ]       |
| 2013 | Daniel Xhafaj   | KS Teuta Durrës        | [ 7 ]       |
| 2014 | Alban Hoxha     | KF Partizani           | [ 8 ]       |
| 2015 | Sabien Lilaj    | KF Skënderbeu Korçë    | [ 9 ]       |
| 2016 | Hamdi Salihi    | KF Skënderbeu Korçë    | [ 10 ]      |
| 2017 | Sabien Lilaj    | KF Skënderbeu Korçë    | [ 11 ]      |
| 2018 | Lorenc Trashi   | KF Partizani           | [ 12 ]      |